# 60 Wall Street
Il 60 Wall Street è un grattacielo situato a New York a Wall Street, alto 227 metri ed in stile postmoderno con influenza neoclassica. È di proprietà della Deutsche Bank dopo che la sua precedente sede era stata distrutta a causa degli attentati dell'11 settembre 2001.